# Ligne M2 du métro d'Istanbul
Pour les articles homonymes, voir Ligne M2.
La ligne M2 du métro d'Istanbul est une ligne du réseau métropolitain d'Istanbul en Turquie.

## Historique

### Chronologie
- 16 septembre 2000 : Taksim, Osmanbey, Şişli-Mecidiyeköy, Gayrettepe, Levent
- 24 octobre 2000 : 4.Levent
- 31 janvier 2009 : Şişhane, Sanayi Mahallesi, İTÜ-Ayazağa, Atatürk Oto Sanayi
- 2 septembre 2010 : Darüşşafaka
- 11 novembre : Seyrantepe
- 29 avril 2011 : Hacıosman
- 15 février 2014 : Haliç, Vezneciler-İÜ, Yenikapı (incluant la traversée du pont du métro sur la Corne d'Or, construit pour l'occasion).

## Caractéristiques

### Stations et correspondances
|  |   |  |   |  | Station            | Coordonnées                  | Correspondances |
|  | - |  | - |  | ------------------ | ---------------------------- | --------------- |
|  | O |  |   |  | Hacıosman          | 41° 08′ 23″ N, 29° 01′ 49″ E |                 |
|  | o |  |   |  | Darüşşafaka        | 41° 07′ 45″ N, 29° 01′ 30″ E |                 |
|  | o |  |   |  | Atatürk Oto Sanayi | 41° 07′ 05″ N, 29° 01′ 27″ E |                 |
|  | o |  |   |  | İTÜ-Ayazağa        | 41° 06′ 29″ N, 29° 01′ 16″ E |                 |
|  | o |  | O |  | Sanayi Mahallesi   | 41° 05′ 38″ N, 29° 00′ 20″ E |                 |
|  |   |  | O |  | Seyrantepe         | 41° 06′ 04″ N, 28° 59′ 45″ E |                 |
|  | o |  |   |  | 4.Levent           | 41° 05′ 10″ N, 29° 00′ 25″ E |                 |
|  | o |  |   |  | Levent             | 41° 04′ 35″ N, 29° 00′ 51″ E | (M6)            |
|  | o |  |   |  | Gayrettepe         | 41° 04′ 08″ N, 29° 00′ 42″ E | (M11)           |
|  | o |  |   |  | Şişli-Mecidiyeköy  | 41° 03′ 54″ N, 28° 59′ 38″ E | (M7)            |
|  | o |  |   |  | Osmanbey           | 41° 03′ 09″ N, 28° 59′ 14″ E |                 |
|  | o |  |   |  | Taksim             | 41° 02′ 16″ N, 28° 59′ 09″ E |                 |
|  | o |  |   |  | Şişhane            | 41° 01′ 41″ N, 28° 58′ 20″ E |                 |
|  | o |  |   |  | Haliç              | 41° 01′ 21″ N, 28° 58′ 00″ E |                 |
|  | o |  |   |  | Vezneciler-İÜ      | 41° 00′ 43″ N, 28° 57′ 35″ E |                 |
|  | O |  |   |  | Yenikapı           | 41° 00′ 19″ N, 28° 57′ 08″ E | (M1)            |

## Exploitation
- Exploitant : Metro İstanbul A.Ş.
- Longueur de ligne : 23,50 km
- Écartement des rails : 1 435 mm
- Nombre de stations : 16
- Le nombre de trains : 124 (4)
- Matériel roulant ferroviaire : Hyundai Rotem
- M2 Expédition : Yenikapı - Hacıosman: 33 minute
- M2 Expédition : Sanayi Mahallesi - Seyrantepe: 4 minute
- Expédition : 06:00 - 00:00
- Passager quotidien : 480.000 passagers / jour

## Fréquentation
Les chiffres officiels de fréquentation de chaque ligne de métro, couvrant la période 1989-2022, sont communiqués par l'exploitant Metro Istanbul, le pic de fréquentation a été atteint en 2019 avec 161 097 785 voyageurs sur la ligne :
Le graphique qui aurait dû être présenté ici ne peut pas être affiché car il utilise l'ancienne extension Graph, désactivée pour des questions de sécurité. Des indications pour créer un nouveau graphique avec la nouvelle extension Chart sont disponibles ici.